# Turecký zápas
Turecký zápas neboli güreş je jeden z tradičních zápasnických stylů provozovaný v různých podobách po celém území Turecka. Zápasí se většinou na zápasnické žíněnce nebo při festivalech na trávě, písku, případně ve výše položených oblastech na sněhu.
- Şalvar güreşi[1] – volná forma
  - Karakucak – suché tělo zápasníků (asijská část Turecka, Anatolie)
  - Yağlı güreş – naolejované tělo zápasníků (evropská část Turecka, Rumélie)
- Aba güreşi[2] – vestová forma
- Kuşak güreşi[3] – opasková forma

## Formy tureckého zápasu

### Volný zápas
Nejznámější forma zápasu praktikovaná po staletí na území Turecka je tzv. volný zápas. Hlavní charakteristikou tohoto zápasu je oblečení zápasníků. Zápasnici mají odhalenou vrchní část těla a chvaty aplikují na holé tělo a to včetně nohou. Na nohou mají zápasníci kalhoty zvané şalvar [šalvar] podle nichž tento zápas nese označení jako "şalvar güreşi" v překladu "zápas v kalhotech". Kalhoty primárně neslouží k aplikaci chvatů. Boj na zemi jako ve většině tradičních zápasnických stylů neexistuje. Zápas končí potom co je jeden ze zápasníku poslán na zem.
Chvaty se provádějí na celé tělo a şalvar güreşi má velmi blízko k olympijskému zápasů ve volném stylu. Turci patřili v tomto stylu zápasení v minulosti za neporazitelné. Ve třicátých, čtyřicátých a padesátých letech dvacátého století prakticky neměli v Evropě konkurenci – Yaşar Doğu, Nasuh Akar, Celal Atik a mnoho dalších.
Klasickou variantou şalvar güreşi je aplikace chvatů na suché tělo v mnoha regionech Turecka lidově označovaná jako "karakucak" [karakudžak]. Extrémní variantou şalvar güreşi je tzv. olejový zápas (yağlı güreş), kdy se zápasníci potřou olejem, aby jeden druhému ztížili provedení chvatu. Tato varianta je po Turecku méně častá, ale ve světě kvůli své atraktivitě vysoce populární.

### Vestový zápas
Zápas, při kterém zápasnici používají k chvatům soupeřovu vrchní část oděvu zvanou "aba" je v Turecku znám jako "aba güreşi". Tato forma zápasu není rozšířená po celém území Turecka. Je populární výhradně v pohraničních oblastech na jihovýchodě země. Je k vidění během festivalů ve městech Hatay, Antakya nebo Gaziantep.
V Turecku je tento způsob zápasení populární mezi Kurdy.
Zápasníci z aba güreşi se nejčastěji uplatňují v olympijském sportu judo.

### Zápas chyť a drž
Zápas, při kterém je od začátku dán jeden úchop se v Turecku označuje jako "kuşak güreşi" v překladu "opaskový zápas", ve světě označovaný jako "belt wrestling". Zápasníci v úvodu chytí a drží jeden druhého za opasek a snaží se soupeře hodit, povalit, podrazit na zem. Chvaty se provádějí blízko u těla.
V Turecku je tento způsob zápasení populární mezi Krymskými Tatary.
Zápasníci z aba güreşi se nejčastěji uplatňují v olympijském sportu judo.